# Rowdenia syllificalis
Rowdenia syllificalis là một loài bướm đêm trong họ Noctuidae.